# Asmundo (famiglia)

Gli Asmundo sono un'antica famiglia nobile siciliana, che ha segnato la storia politica, culturale ed economica dell'isola.

## Origini
Le origini della famiglia Asmundo sono molto antiche e si perdono nella leggenda. Secondo alcune fonti, originaria di Pisa, conosciuta anche come Sismondo o Sismondi fin dai tempi di Carlo Magno, sarebbe arrivata in Sicilia al momento della conquista normanna dell'isola al seguito del conte Ruggero. Sarebbe in questo caso legata alla famiglia pisana Sismondi, citata da Dante Alighieri nella Divina Commedia, di cui fecero parte Sigismondo, divenuto Priore della Repubblica di Pisa nel 774, e Kinzica de' Sismondi. Altri la ritengono originaria di Malta, trasferitasi in Sicilia al tempo dei vespri siciliani nel XIII secolo. La discendenza potrebbe derivare dagli Asmundo, re di Svezia prima dell'anno mille.

## Storia
Nel corso della storia, i membri della famiglia Asmundo, nei suoi vari rami, hanno occupato le più importanti cariche dell'amministrazione del Regno di Sicilia, fin dal tempo degli Aragonesi. Adamo Asmundo, dottore in Diritto Civile dell'Università di Padova, fu maestro razionale del Tribunale del Reale Patrimonio e Luogotenente Generale; nel 1432 fece parte del Regio Consiglio straordinario incaricato del governo dell'isola in assenza del Re Alfonso, impegnato nella spedizione delle Gerbe; nello stesso anno divenne Presidente del Regno con funzioni di Viceré fino al 1435, carica che ricoprirà nuovamente nel 1439 e nel 1449, su incarico di Alfonso I d'Aragona.

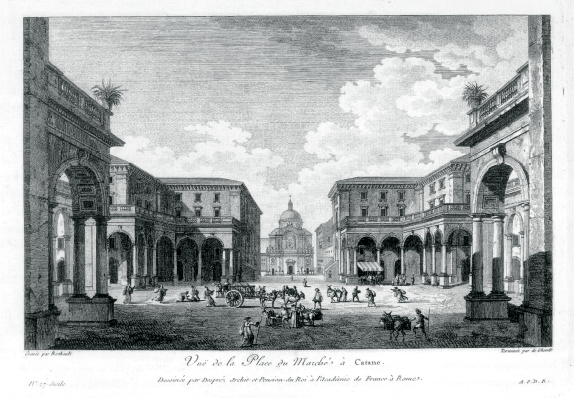
Vue de la Place du Marché à Catane, disegnata dall'Abbé de Saint Non (1727-1791). A sud est, il Palazzo Asmundo di Gisira

Titolari di numerosi feudi e titoli nobiliari, gli Asmundo hanno inciso profondamente nella storia politica e culturale dell'isola. Nel 1434, Adamo Asmundo fondò, con Battista Platamone, l'Università degli studi di Catania, una delle più antiche d'Italia e del mondo. Fra i primi docenti nominati dal Viceré Lopez Ximenes de Urrea nel 1445, per la teologia vi fu Nicola Asmundo, carmelitano, laureato all'Università di Bologna.
Bartolomeo Asmundo, senatore di Catania dal 1492 al 1532, fu riformatore degli studi dell'Università cittadina dal 1495 al 1497. È considerato il primo poeta lirico siciliano ed uno dei più grandi poeti dialettali. La sua fama è legata ad alcune "canzoni" di tema sacro e profano ispirate al petrarchismo, tradotte dal siciliano in italiano da Pietro Bembo (1470-1547). Fra i suoi meriti, l'avere individuato la "canzuna" come composizione maggiore in opposizione al sonetto, e l'avere promosso il siciliano come lingua poetica alta.
In seguito al terremoto che distrusse Catania e il Val di Noto nel 1693, Giuseppe Asmundo, Giudice della Regia Gran Corte, fu fra i protagonisti della rinascita urbanistica e culturale delle zone colpite. A Catania, fra le altre opere, riedificò il Conservatorio delle Verginelle per il ricovero delle orfane bisognose e contribuì, tramite il priore Bartolomeo Asmundo, alla costruzione della Immacolata Concezione ai Minoritelli; a Noto, fu commissario generale per la ricostruzione. Insieme a Giuseppe Lanza, vicario generale per il Val di Noto, a Giovanni Montalto, Sipione Coppola, e al gesuita architetto Angelo Italia, fu uno degli artefici di quella forma di rinascimento che prese il nome di Barocco siciliano.

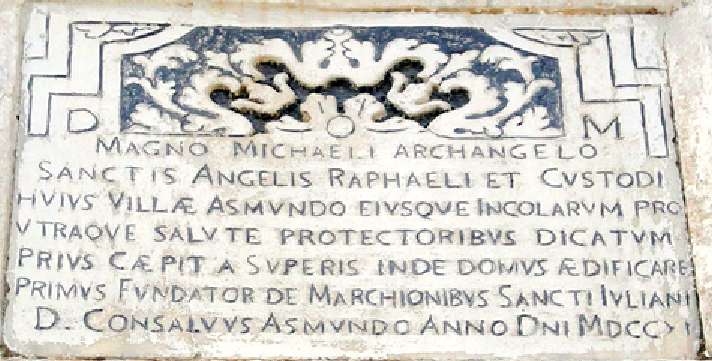
Dedica a San Michele Arcangelo, Villasmundo

Consalvo Asmundo nel 1701 ottenne dal re Filippo V la licentia populandi per costruire un centro abitato nei pressi della Villa degli Asmundo nel feudo di San Giuliano. Per prima venne costruita la Chiesa di San Michele Arcangelo, ultimata nel 1711, poi le case. Villasmundo, su richiesta del fondatore, ebbe il riconoscimento giuridico nel 1715.
Nella prima metà dell'Ottocento, Giuseppe Asmundo Cirino di Gisira fu uno dei componenti del Decurionato di Catania, cui si deve il completamento del porto, determinante per lo sviluppo economico della città etnea, e per la sua supremazia economica nella Sicilia orientale. Fra gli interventi di mecenatismo del Decurionato catanese, è rimasto celebre quello del 1819 in favore del musicista Vincenzo Bellini.
Michele Scammacca Asmundo e Francesco Asmundo furono presidente e vicepresidente del Consiglio d'Amministrazione della Società Siciliana di Lavori Pubblici, costituita nel 1886. La società iniziò i lavori per la costruzione della Ferrovia Circumetnea nel 1889. Il periplo dell'Etna che collega Riposto al porto di Catania, attraversando i comuni ai piedi dell'Etna, divenne interamente percorribile nel 1898.
All'inizio del Novecento, Giuseppe Zappalà Asmundo e la moglie Anna Grimaldi Francica Nava furono fra i promotori della stagione della Belle Epoque siciliana. Nel 1910, diedero vita nelle sale del loro palazzo al "Teatro Minimo", un raro esempio di teatro privato dove mettere in scena spettacoli di autori catanesi, le cui prove furono dirette anche da Giovanni Verga. Nel 1934, donarono al Museo civico al Castello Ursino di Catania una raccolta di dipinti, reperti archeologici, porcellane, maioliche, armi antiche, monete e manufatti di arti minori, fra cui i violini Amati e Goffriller. Insieme alla collezione dei Benedettini e a quella di Ignazio Paternò Castello, la collezione Zappalà Asmundo costituisce una parte rilevante del nucleo di opere d'arte custodite dal museo civico catanese.

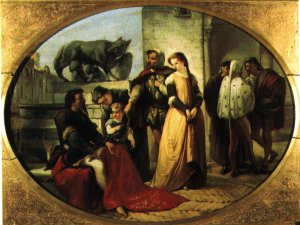
Bernardo Celentano (Napoli 1835 - Roma 1863), "Provenzan Salvani nella piazza del Campo", 1856 c., Museo civico al Castello Ursino, Catania

Gli Asmundo possedettero le castellanie di Aci, Taormina e Mazzara, i feudi di Jace, Baldirone, Pontalica, Callura, Missanèllo, Lamia, Targia, Xirumi, Troina, Capici, Militello, Alcara, Salomone, Ameda, Salandra, San Giuliano, Campopetro, Villasmundo, San Dimitri, Gisira e Scalarancio.
I membri della famiglia Asmundo di Gisira sono stati per secoli rettori del Conservatorio delle Verginelle di Catania, per volontà espressa di Giuseppe Asmundo Mendicino, rettore in carica dell'Istituto dal 1669. Fu grazie alle sue donazioni del 1706 e del 1711 che l'Istituto venne ricostruito dopo il terremoto del 1693.
Nella storia della famiglia, di notevole rilievo è stato il ruolo delle donne. Adriana Filingeri, moglie di Adamo Asmundo, nel 1459, alla morte del marito, si investì dei feudi come tutrice del figlio Nicolò Antonio. Ignazia Asmundo fu Badessa del Monastero di San Benedetto; sotto il suo governo, nel 1704-1707, si iniziò a costruire la Chiesa di San Benedetto in Via dei Crociferi. Marianna Asmundo, madre dello scrittore Federico de Roberto, con la sua personalità forte e possessiva, esercitò un grande influsso sulla vita e sull'opera artistica del figlio. Anna Zappalà Asmundo, nipote del cardinale Giuseppe Francica Nava, nei primi decenni del Novecento si distinse a Catania per la sua attività filantropica.

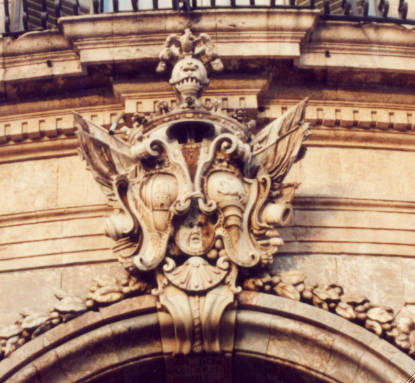
Stemmi delle famiglie Paternò Castello e Asmundo, Palazzo San Giuliano, Catania

Le famiglie con cui gli Asmundo hanno legami diretti sono, fra le altre, di Castro, Filangeri, Gioeni, Gravina, Grimaldi, Landolina, Platamone, Rizzari, Rosso, Sammartino Pardo, Spatafora, Speciale, Stagno d'Alcontres, Tedeschi. Allegranza, una figlia di Adamo Asmundo, sposa nel 1433 Giovanni Paternò. Inizia, con questa unione, il legame fra le famiglie Asmundo e Paternò, proseguito per secoli con numerosi matrimoni, fra cui quello di Francesco Asmundo Cutelli con Olivia Paternò Marchisana (1623 ca.), di Michele Asmundo Mendicino con Agata Paternò Lazzari (1654), di Baldassarre Asmundo Cutelli con Eleonora Paternò Castello (1679), di Maria Silvia Asmundo Romeo, sorella di Consalvo Asmundo, con Giovan Battista Paternò (1683), da cui deriva tramite il figlio il ramo degli Asmundo Paternò, di Giulia Asmundo Joppolo con Antonino Paternò Castello (1702), di Silvia Asmundo Asmundo con Giuseppe Alvaro Paternò (1814).

### Asmundo Paternò
Gli Asmundo Paternò sono un ramo della famiglia Paternò formatosi a inizio XVIII secolo quando, Giuseppe Paternò (1694-1772) assunse il cognome Asmundo Paternò come condizione necessaria per ricevere eredità dallo zio materno Consalvo Asmundo. Egli fu I Barone di Villasmundo (1716), I Marchese Asmundo Paternò (1756), I Marchese di Sessa (1756), Luogotenente di Maestro Giustiziere del Regno di Sicilia (1770), Giudice della Gran Corte Criminale, Presidente del Concistoro e del Commercio (1751), Presidente del R. Patrimonio e Luogotenente di Gran Camerlengo (1761). Altri membri notevoli di questa linea dei Paternò includono: Giovanni Battista Asmundo Paternò (1720 ca.-1805), che fu Giudice della Regia Gran Corte, maestro razionale onorario del Tribunale del Reale Patrimonio e reggente consultore della Giunta di Sicilia a Napoli. Nel 1787 divenne Presidente del Regno di Sicilia; Emanuele Paternò (1847-1935), politico e chimico, fu Presidente della Società Italiana delle Scienze, senatore e vice presidente del Senato del Regno d'Italia. 

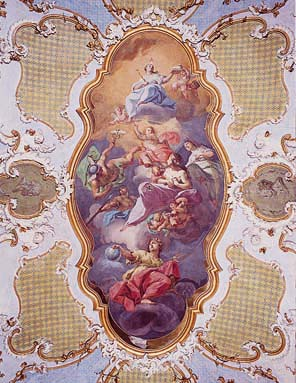
Palazzo Asmundo, Palermo. Affresco di Gioacchino Martorana (1735-1779) nella sala del Camino

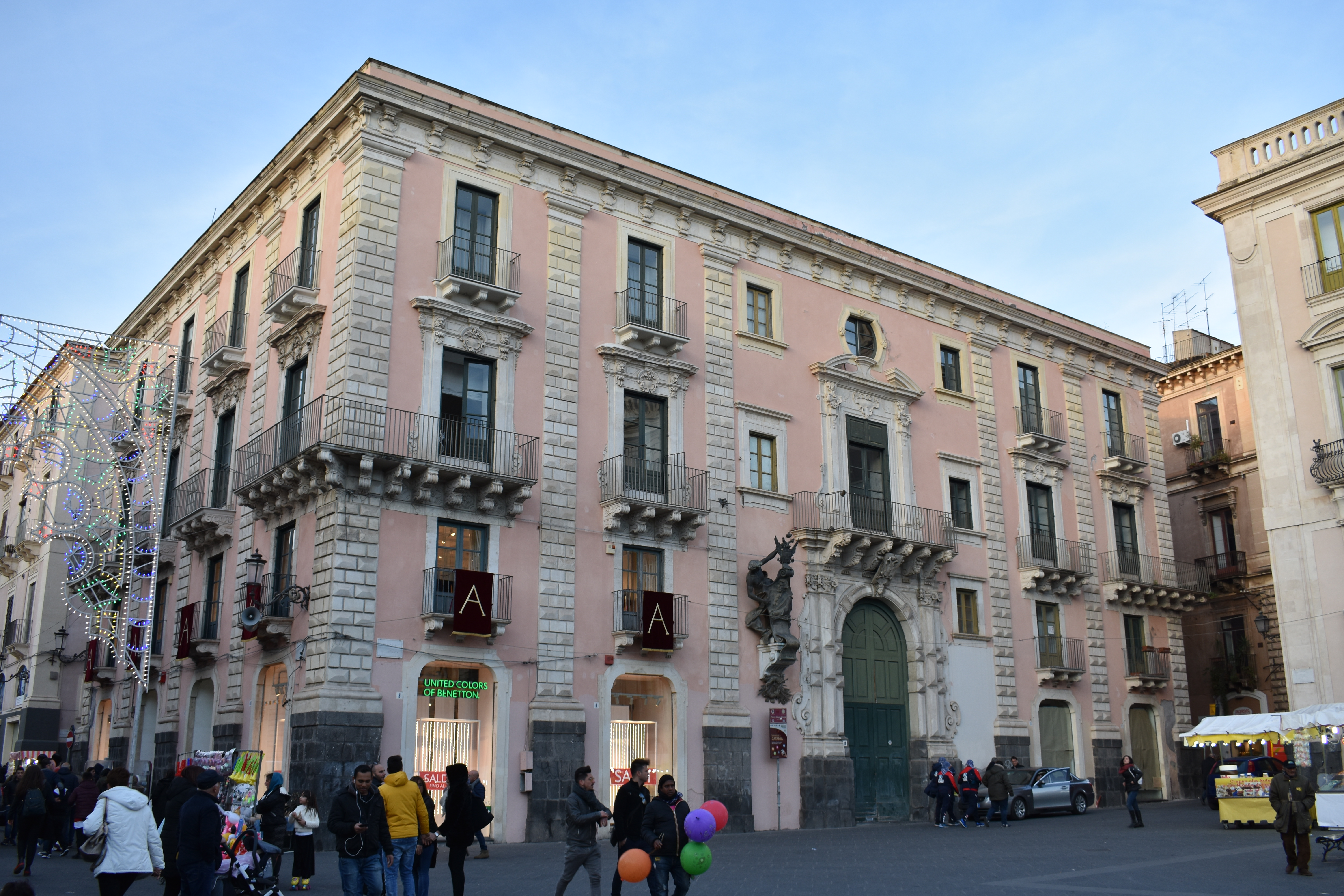
Palazzo Gioeni Asmundo in piazza Università a Catania.

## Altri esponenti
- Nicola Asmundo, priore carmelitano e teologo, penitenziere di papa Niccolò V (1449)
- Nicolò Antonio Asmundo, Capitano di Giustizia e Patrizio di Catania (1447, 1449, 1454, 1465, 1469 e 1480)
- Federico Asmundo, Giudice della Regia Gran Corte e Maestro Razionale del Tribunale del Reale Patrimonio (1447)
- Girolamo Asmundo, vescovo di Patti (1546)
- Francesco Asmundo Spatafora, Capitano di Giustizia (1595 e 1596) e Patrizio di Catania (1601)
- Girolamo Asmundo Alessandrano Spatafora e Lanza, Capitano di Giustizia (1634 e 1635) e Patrizio di Catania (1644 e 1645)
- Ignazio Asmundo Amico, Patrizio di Catania (1657 e 1658)
- Girolamo Asmundo Paternò, Capitano di Giustizia, Patrizio e Senatore di Catania (1669 ca.)
- Francesco Asmundo Romeo, Capitano di Giustizia di Catania (1680)
- Giuseppe Asmundo Paternò, 1º Marchese di Sessa (Sessa Aurunca))(Caserta)(1694 - 1772).
- Girolamo Asmundo Tedeschi, Capitano di Giustizia di Catania (1707, 1708, 1715 e 1716)
- Michele Asmundo Landolina di Gisira, Capitano di Giustizia (1719) Patrizio (1725) e Senatore di Catania (1727 e 1730)
- Giuseppe Asmundo Asmundo di Gisira, Capitano di Giustizia (1741) Patrizio (1743) e Senatore di Catania (1748 e 1762)
- Adamo Benedetto Asmundo San Martino di Gisira, Capitano di Giustizia (1772) e Senatore di Catania (1780 e 1784)
- Gaetano Asmundo Paternò Castello, Vicario Capitolare di Catania (1862)
- Antonio Sapuppo Asmundo, sindaco di Catania (1893, 1895, 1899, 1916, 1925)